# Allenhyphes vescus
Allenhyphes vescus is een haft uit de familie Leptohyphidae. De wetenschappelijke naam van de soort is voor het eerst geldig gepubliceerd in 1978 door Allen.
De soort komt voor in het Nearctisch gebied.